# Оперативно-розшукова діяльність
Операти́вно-розшуко́ва дія́льність (ОРД) — вид діяльності, здійснюваний гласно і негласно оперативними підрозділами державних органів, уповноважених на те законом, в межах їх повноважень шляхом проведення оперативно-розшукових заходів (ОРЗ) з метою захисту життя, здоров'я, прав і свобод людини і громадянина, власності, забезпечення безпеки суспільства і держави від злочинних посягань.
Завданням оперативно-розшукової діяльності є пошук і фіксація фактичних даних про протиправні діяння окремих осіб та груп, відповідальність за які передбачена Кримінальним кодексом України, розвідувально-підривну діяльність спеціальних служб іноземних держав та організацій з метою припинення правопорушень та в інтересах кримінального судочинства, а також отримання інформації в інтересах безпеки громадян, суспільства і держави.

## Суб’єкти здійснення оперативно-розшукової діяльності в Україні
Оперативно-розшукова діяльність в Україні здійснюється оперативними підрозділами: 
- Національної поліції – підрозділами кримінальної та спеціальної  поліції;
- Державного бюро розслідувань – внутрішньої безпеки, забезпечення особистої безпеки;
- Служби безпеки України – контррозвідкою, військовою контррозвідкою, захисту  національної державності, спеціальними підрозділами по боротьбі з корупцією та організованою злочинністю, оперативно-технічними, внутрішньої безпеки, оперативного документування, боротьби з тероризмом і захисту учасників кримінального  судочинства  та працівників правоохоронних органів;
- Служби зовнішньої розвідки України – агентурної розвідки, оперативно-технічними,  власної безпеки;
- Державної прикордонної служби України – розвідувальним органом спеціально  уповноваженого центрального органу виконавчої влади у справах охорони державного кордону (агентурної розвідки, оперативно-технічним,  власної безпеки), його оперативно-розшуковими підрозділами та його територіальними органами, підрозділами з охорони державного кордону органів охорони державного кордону та Морської охорони, забезпечення внутрішньої безпеки, забезпечення власної безпеки, оперативного документування та оперативно-технічними;
- Управління державної охорони – підрозділом оперативного забезпечення охорони виключно з метою забезпечення безпеки осіб та об'єктів, щодо яких здійснюється державна охорона;
- органів доходів і зборів – оперативними підрозділами податкової міліції та підрозділами, які ведуть боротьбу з контрабандою;
- органів і установ виконання покарань та слідчих ізоляторів Державної кримінально-виконавчої служби України;
- Головного управління розвідки Міністерства оборони України – оперативними,  оперативно-технічними,  власної  безпеки;
- Національного антикорупційного бюро України – детективів, оперативно-технічними,  внутрішнього  контролю. [1]

Законами України забороняється проведення оперативно-розшукової діяльності іншими підрозділами  зазначених  органів, підрозділами інших міністерств, відомств,  громадськими, приватними організаціями та особами.

## Використання результатів ОРД
Матеріали, отримані в ході здійснення оперативно-розшукової діяльності, можуть бути використані:
- для підготовки і здійснення слідчих дій та проведення оперативно-розшукових заходів щодо попередження, припинення і розкриття злочинів,
- як докази у кримінальних справах після перевірки цих матеріалів відповідно до кримінально-процесуального законодавства.

Матеріали, отримані в процесі оперативно-розшукової діяльності до викриття їх у форму, передбачену кримінально-процесуальним законодавством, ніяких правових наслідків не тягнуть і не є підставою обмеженням прав, свобод, законних інтересів фізичних і юридичних осіб.

### Засоби оперативно-розшукової діяльності
Засобами оперативно-розшукової діяльності є:
- спеціальні обліки,
- службово-розшукові собаки,
- спеціальна техніка,
- спеціальні хімічні речовини.